# Робърт Хук
Робърт Хук (на английски: Robert Hooke) е английски учен, изобретател и микроскопист, ключова фигура в научната революция. Смята се, че той е откривател на сложния микроскоп – с дизайн, състоящ се от 3 и повече лещи.

## Биография
Робърт Хук е учен-енциклопедист, естествоизпитател и изобретател, откривател на сложния микроскоп. Той открива клетката и е първият, който въвежда този термин. До наши дни не е достигнал портрет на Хук. Направена е реконструкция по думите на негови съвременици. 
Роден е на 18 юли 1635 г. във Фрешуотър на остров Уайт. Баща му е бил служител в местната енория и го подготвя за духовна кариера, но поради крехкото си здраве, момчето не може да напредне в обучението. Още от малък Робърт рисува много добре и проявява голям интерес към механиката и към научните занимания. Но след смъртта на баща си през 1648 г., се премества в Лондон и в продължение на една година работи като чирак при художника Питър Леви. Постъпва в Уестминстърското училище, където изучава езици (латински, гръцки и иврит), като проявява особен интерес към математиката и физиката. Отличава се с невероятната си способност да създава различни механични изобретения. През 1653 г. постъпва в Оксфордския университет, в който способностите му са високо оценени. Робърт Хук става асистент на Уилис, а четири години по-късно и на известния Робърт Бойл. През 1660 г. той формулира Закона на Хук за еластичността. Това е физичен закон от класическата механика, който се отнася за еластичността на струни или пружини и формулира съотношението между силата на еластичност и отклонението (деформацията) на тялото от равновесното му положение. Съотношението е право пропорционално.
През 1662 г. Хук е назначен за уредник по експериментите в новосъздаденоо Кралско научно дружество. През 1664 г. става професор по геометрия.
Още при самото създаване на Лондонското кралско общество Робърт Хук става негов уредник, а една година по-късно е него член (1663 г.). Дълго време е негов секретар (1677 – 1683). През 1665 г. публикува своя труд „Микрография“, в който описва своите наблюдения с микроскоп и телескоп, съдържащи важни открития в областта на биологията. Преди повече от три века той открива клетката (и въвежда термина), женската яйцеклетка и мъжките сперматозоиди. Със своя усъвършенстван микроскоп Хук наблюдава разрез на корк и описва видените „голям брой малки кутийки, оградени с преградки“, които нарича клетки и това се превръща в едно от най-големите научни открития през XVII век.
Робърт Хук допринася за развитието на редица науки. Сред неговите многобройни открития са изобретяването на пневматичната помпа, подобреният от него микроскоп с нови оптични системи, разработването на нови системи за извеждане формата на кристалите (което е от голямо значение за зараждащата се наука кристалография), усъвършенстването на редица астрономически инструменти, изобретяването на барометъра, анемометъра и на друго полезно за метеорологията оборудване. Значителни са постиженията му в оптиката, въпреки че между него и Нютон са съществували спорове по редица въпроси. Хук е основател на вълновата оптика и на него дължим откриването на т.нар. пръстени на Нютон. Забележителни постижения има в областта на физиката и химията, геологията, анатомията и физиологията. Неговите изключително разнообразни интереси не могат да бъдат изброени. Някои от темите на неговите доклади пред Кралското общество са за новите картографски методи, за последиците от употребата на канабис, проекта за машината за правене на цигари, новите методи за консервиране на месо и т.н.

## Осветяване на полето в сянка
Хук прави първото подобрение на микроскопа, като в своя труд „Микрография“ (1665 г.) предписва странично осветяване пред тъмния фон дъно на инструмента. Днес това се нарича „осветяване на полето в сянка“. Той дава и първото точно описание на сложния микроскоп и неговото приложение, което служи на изследователите от онази епоха. През ХVII век освен майсторите на очила не съществува оптическа индустрия: всеки учен прави собствения си уред, като понякога сам изрязва необходимите му лещи. Развитието на оптичната микроскопия се заражда към ХІХ век, след като англичанинът Джон Долънд успява през 1758 г. да коригира хроматичното разсейване на светлината при лещите.

## Клетъчна структура
Терминът „клетка“ е въведен от шотландския физик Робърт Хук през 1665 г. Наблюдавайки под микроскоп разрез на корк, той идентифицира малки структури, на пръв поглед празни, които наподобяват килийки. В действителност той вижда само стените на мъртвите коркови клетки и ги описва в своя труд „Микрография“. Така създава първия текст, в който се появява терминът „клетка“. Два века по-късно се поставят основите на клетъчната теория, според която клетката е основната единица в структурата на всички живи организми.
За първи път жива клетка е наблюдавана от Антони ван Льовенхук. През 1674 г. той наблюдава под микроскоп вода, храна, почвени микроорганизми и водорасли. В резултат на своята работа описва нишковидното зелено водорасло Спирогира и наименува малките движещи се обекти като „малки животни“.
В началото на XX век сред натуралистите е широко разпространено мнението, че основната съставка на живите организми е течно вещество. Идеята, че те са разделени е предложена за първи път от Лудолф Кристиан Тревиранус (1811 г.), след което идват заслугите на Йохан Якоб Пол Молденхауер (1812 г.) и Хенри Дутрохет (1824 г.), формулирали основните положения на клетъчната теория.
В края на десетилетието на Матиас Шлайден и Теодор Шван въвеждат оригиналните идеи, че всички организми са създадени от една или повече клетки и те са носители на генетична информация. Смята се, че началото на клетъчната теория е поставено през 1830 г., когато с подобряването на микроскопа Джовани Батиста Амичи успява да направи аналогия между клетките на различни животински образувания и растителните клетки. През 1858 г. Рудолф Вирхов стига до заключението, че всяка клетка произхожда от друга, съществуваща преди нея, и може да възникне само от предхождаща я такава (Omnis cellula e cellula).